# Kim Yu-Jin (2000)
Kim Yu-Jin (en coreano: 김유진; 17 de octubre de 2000) es una deportista surcoreana que compite en taekwondo.
Participó en los Juegos Olímpicos de París 2024, obteniendo una medalla de oro en la categoría de –57 kg. Ganó una medalla de bronce en los Juegos Asiáticos de 2022 y dos medallas de oro en el Campeonato Asiático de Taekwondo, en los años 2021 y 2024.

## Palmarés internacional
| Juegos Olímpicos    | Juegos Olímpicos  | Juegos Olímpicos  | Juegos Olímpicos |
| Año                 | Lugar             | Medalla           | Categoría        |
| ------------------- | ----------------- | ----------------- | ---------------- |
| 2024                | París (Francia)   | Medalla de oro    | –57 kg           |
| Juegos Asiáticos    |                   |                   |                  |
| Año                 | Lugar             | Medalla           | Categoría        |
| 2022                | Hangzhou (China)  | Medalla de bronce | –57 kg           |
| Campeonato Asiático |                   |                   |                  |
| Año                 | Lugar             | Medalla           | Categoría        |
| 2021                | Beirut (Líbano)   | Medalla de oro    | –57 kg           |
| 2024                | Đà Nẵng (Vietnam) | Medalla de oro    | –57 kg           |